# Samtgemeinde Papenteich

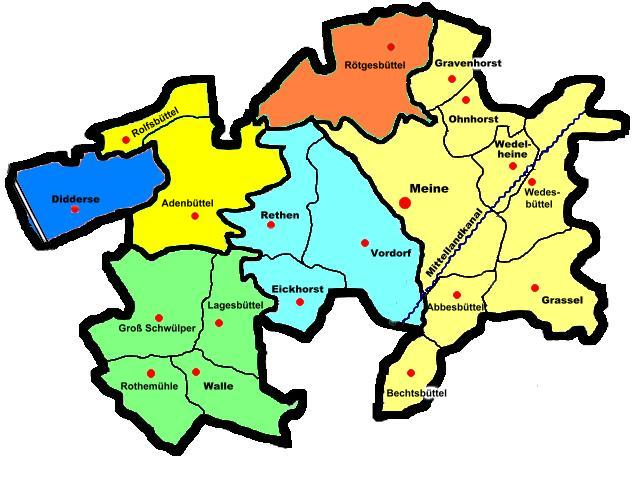
kaart van Papenteich

Papenteich is een Samtgemeinde in het Landkreis Gifhorn, in de Duitse deelstaat Nedersaksen Het heeft een oppervlakte van 110,84 km² en een inwoneraantal van 23.490 (31.Mei 2005).

## Geografie

### Buurgemeenten, districten en steden

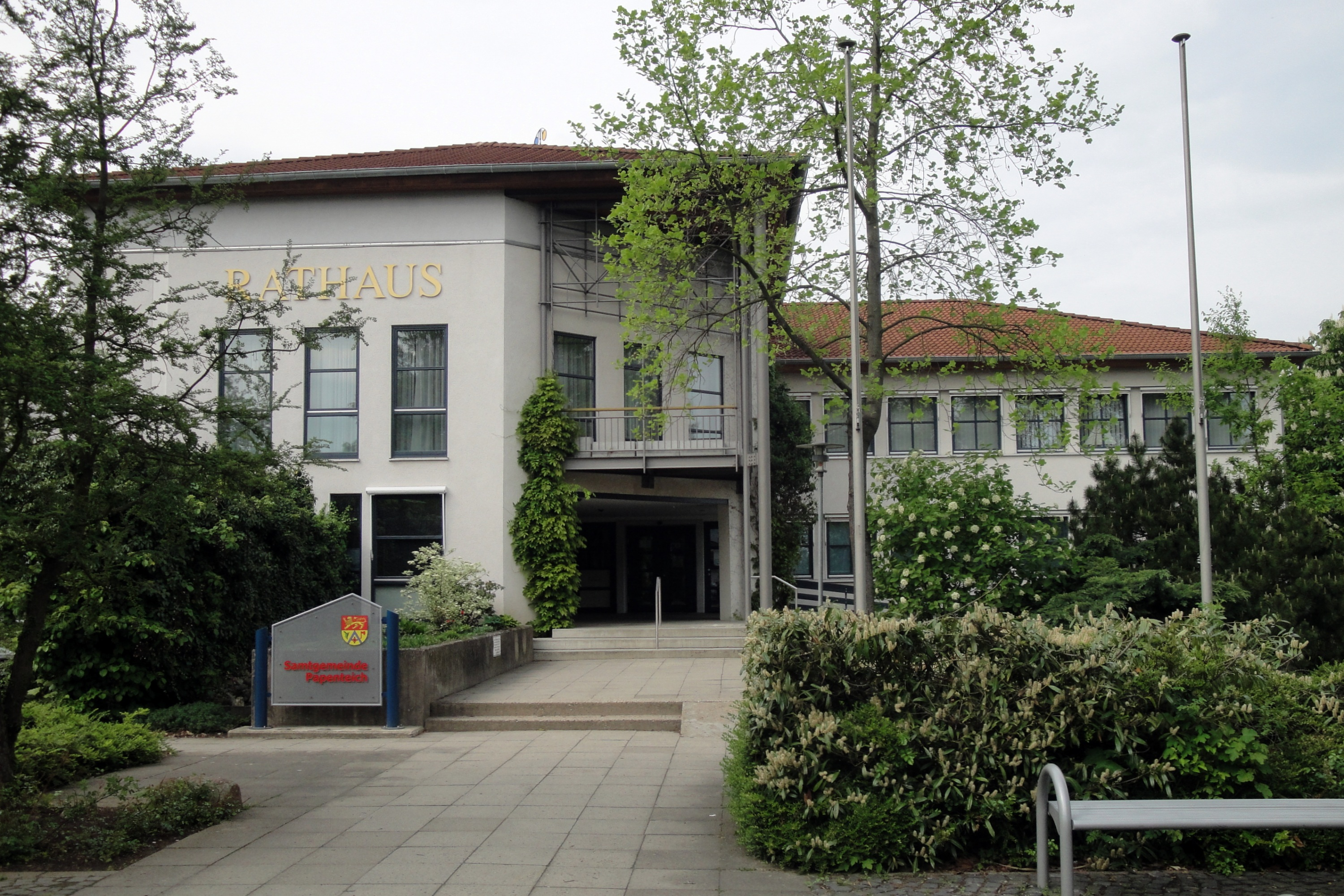
Gemeentehuis

| Meinersen | Gifhorn      | Isenbüttel |
| Peine     |              | Wolfsburg  |
|           | Braunschweig | Helmstedt  |

### Structuur van de Samtgemeinde Papenteich
De volgende gemeenten en dorpen liggen in de Samtgemeinde:
| Gemeente              | Inwoners (hoofdwoonplaats, 31 december 2003) | Oppervlakte (in km2) | Bevolkingsdichtheid (inw./km2) | Plaatsen |
| --------------------- | -------------------------------------------- | -------------------- | ------------------------------ | --- |
| Gemeente Adenbüttel   | 1 724                                        | 13,71                | 126                            | Adenbüttel, Rolfsbüttel                                                                                            |
| Gemeente Didderse     | 1 404                                        | 7,41                 | 189                            | Didderse |
| Gemeente Meine        | 8 070                                        | 38,73                | 207                            | Abbesbüttel, Bechtsbüttel, Grassel, Gravenhorst, Meine, Meinholz, Martinsbüttel, Ohnhorst, Wedelheine, Wedesbüttel |
| Gemeente Rötgesbüttel | 2 280                                        | 10,83                | 211                            | Rötgesbüttel |
| Gemeente Schwülper    | 6 627                                        | 20,89                | 317                            | Lagesbüttel, Rothemühle, Groß Schwülper, Walle                                                                     |
| Gemeente Vordorf      | 3 326                                        | 19,26                | 173                            | Eickhorst, Rethen, Vordorf                                                                                         |